# Осада Киева (1399)
Осада Киева 1399 года — осада Киева золотоордынским ханом Тимуром Кутлугом после разгрома войска Великого княжества Литовского в битве на Ворскле. Став лагерем под Киевом, хан распустил войско по всей Юго-Западной Руси, «пролияша кровь аки воду». Татары доходили вплоть до Луцка и «многие города поплениша». Однако сам Киев Тимур Кутлуг штурмовать не стал и ограничился огромным выкупом в три тысячи рублей, а также 30 рублей с Печерского монастыря. Затем он вернулся в Орду, оставив за собой, по выражению летописи, «скорбь и сетование и плач мног и людей оскудение велие».
Киев был взят и разграблен золотоордынским эмиром Едигеем в 1416 году.